# Lichnanthe apina
Lichnanthe apina là một loài bọ cánh cứng trong họ Glaphyridae. Loài này được Carlson miêu tả khoa học năm 1980.